# یونیونویل، شهرستان هولمز، اوهایو
یونیونویل (به انگلیسی: Unionville) یک منطقهٔ مسکونی در ایالات متحده آمریکا است که در شهرستان هولمز، اوهایو واقع شده‌است. یونیونویل ۳۳۹٫۸۶ متر بالاتر از سطح دریا قرار دارد.